# Поездка по Маркет-стрит
«Поездка по Маркет-стрит» (англ. A Trip Down Market Street) — американский документальный короткометражный фильм братьев Майльз.

## Сюжет
Фильм показывает спуск к переправе по Маркет-Стрит за четыре дня до землетрясения в Сан-Франциско 1906 года.